# 福泽克雄
福泽克雄（日語：福澤克雄, 1964年1月17日—）是一位日本电视剧导演，电视剧制作人，电影导演。

## 生平
1964年出生于东京都，从学生时代起就是一名橄榄球运动员，从幼儿园，到小学、中学直到大学都是庆应义塾系列学校。在慶應義塾高等學校时，曾被选为日本高中橄榄球代表。大学毕业后进入富士胶片追寻导演之梦，后被分配至电视剧《3年B组金八先生》、《砂之器》、《华丽一族》等创作中。2005年负责导演电影《愛與淚相隨》，拍摄中因生病住院一度推迟拍摄，最终影片被替换为土井裕泰执导，于2006年9月30日上映。而2008年11月22日上映的《我想成为贝壳》成为其导演处女作。

## 家庭
高祖父是教育家福泽谕吉，曾祖父是《时事新报 (日本)》社长福泽舍次郎，祖父是福泽时太郎，父亲是福泽和子，叔叔是三菱地所会长福泽武，亲戚还有赛车手福泽幸雄。

## 作品

### 电视剧
- 跟我說愛我（1995年）
- 3年B组金八先生第4-7辑特惠10 （1996年・1999 - 2000年・2001 - 2002年・2004 - 2005年）
- 白影（中居正广版・2001年）
- 夢想飛行（2003年）
- 砂之器（中居正广版・2004年）
- 华丽一族（木村拓哉版・2007年）
- MR.BRAIN（2009年）
- 99年的愛（2010年）
- 南极大陆 (电视剧)（2011年）
- MONSTERS（2012年）
- 半澤直樹（2013年・2020年）
- LEADERS（2014年）
- 羅斯福遊戲（2014年）
- 流星休旅車（2015年）
- 紅十字女護士（2015年）
- LEADERSII（2017年）
- 陸王（2017年）
- 黑色止血鉗（2018年）
- NO SIDE GAME（2019年）
- 東大特訓班 (電視劇) 第二季（2021年）
- VIVANT（2023年）

#### 一幕剧
- 广岛 昭和20年8月6日（2005年）

#### 制作人
- 小巨人（2017年）
- 半泽直树纪念版（2020年）

### 电影
- 我想成为贝壳（2008年11月22日上映）
- 當祈禱落幕時（2018年1月27日上映）
- 七場會議 (電影)（2019年2月1日上映）[2]